# Nederlands Film Festival
Nederlands Film Festival – holenderski coroczny festiwal filmowy, odbywający się we wrześniu i październiku każdego roku w mieście Utrecht. Funkcjonuje od 1981. W trakcie dziesięciodniowego festiwalu prezentowane są holenderskie produkcje filmowe. Poza filami fabularnymi przedstawiane są filmy krótkometrażowe, dokumentalne i produkcje telewizyjne.
Razem z Nederlands Filmfonds festiwal nagradza także najlepsze wyniki kasowe holenderskich produkcji.